# Johannes Gregorius
Johannes Gregorius (Curaçao, 15 april 1963) is een Nederlands honkballer die uitkwam als pitcher.
Gregorius werd geboren als een van de negen kinderen van pitcher Juan Gregorius en Rose El Cornet. Hij volgde de MTS in Willemstad en ging daarna werken als timmerman. Hij leerde honkballen van zijn vader op Curaçao en speelde op het hoogste niveau als werper. Hij had een lange loopbaan als honkballer. In 1984 besloot hij te verhuizen naar Amsterdam en speelde daar in de hoofdklasse voor de Amsterdam Pirates vanaf 1984 voor zeven seizoenen. Hierna speelde hij drie jaar voor de Haarlem Nicols. Hierna keerde hij voor twee jaar terug naar Curaçao waar hij uitkwam voor Lucky Strike. In 1996 keerde hij terug naar Nederland en kwam in 1996 uit voor Sparta. In de seizoenen 2001 en 2002 kwam hij weer uit voor de Amsterdam Pirates en zou zijn loopbaan in Nederland afsluiten in 2003 bij Almere '90.
Gregorius kwam uit in veel interlandwedstrijden voor het Nationale team van de Nederlandse Antillen. In totaal zou hij er 24 jaar voor uitkomen. In de Wereldkampioenschappen van 1984 kwam hij uit als pitcher voor de eerste keer en de laatste keer zou zijn in 2008 tijdens de America's Baseball Cup. Hier speelde hij samen met zijn zoon Johnny Gregorius. Hij behaalde een save in een wedstrijd verloor de volgende en had een toernooi-ERA van 4.11.
Na zijn actieve loopbaan was hij nog kort assistentcoach bij de Amsterdam Pirates maar keerde daarna voor goed terug naar Curaçao waar hij nog actief bleef als trainer en coach. In 2008 won hij als hoofdcoach/manager van het Junior League team dat meedeed aan de Little League competitie de World Series
Twee van zijn zoons, Johnny Gregorius en Mariekson Gregorius werden ook honkballer. Zij speelden in de Nederlandse hoofdklasse en de tweede kwam tevens uit voor het Nederlands team en zou uiteindelijk de Amerikaanse MLB halen als korte stop.